# Сотніков Віктор Юрійович
Віктор Юрійович Сотніков (біл. Віктар Юр’евіч Сотнікаў, нар. 27 липня 2001, Рубель, Столинський район, Берестейська область, Білорусь) — білоруський футболіст, півзахисник клубу «Шахтар» (Солігорськ).

## Клубна кар'єра
З літа 2014 року навчався в академії солігорського «Шахтаря». З 2018 року розпочав виступати за дубль клубу. Дебютував в основному складі 29 липня 2018 року в матчі Кубку Білорусі проти «Чисти» (11:0), де зіграв другу половину матчу. Готуватися до сезону 2020 року розпочав в основному складі. Дебютував у Вищій лізі 25 квітня 2020 року, вийшовши на заміну в кінцівці матчу проти «Динамо-Берестя» (2:0).

### Статистика виступів
| Сезон | Дивізіон | Клуб                  | Країна   | Матчі | Голи |
| ----- | -------- | --------------------- | -------- | ----- | ---- |
| 2018  | дубль    | «Шахтар» (Солігорськ) | Білорусь | 25    | 1    |
| 2019  | дубль    | «Шахтар» (Солігорськ) | Білорусь | 18    | 3    |
| 2020  | Д1       | «Шахтар» (Солігорськ) | Білорусь | 3     | 0    |

## Кар'єра в збірній
У жовтні 2019 року виступав за юнацьку збірну Білорусі в відбіркових матчах до чемпіонату Європи.
4 вересня 2020 він дебютував за молодіжну збірну Білорусі, зігравши перший тайм відбіркового матчу чемпіонату Європи проти Нідерландів (0:7).

## Досягнення
- Білоруська футбольна вища ліга
  -  Чемпіон (2): 2020, 2021

- Кубок Білорусі
  -  Володар (1): 2018/19

- Суперкубок Білорусі
  -  Володар (1): 2021